# Laerzio Cherubini
Laerzio Cherubini ou Laertius Cherobini, nascido em Nórcia por volta de 1550, foi um advogado e jurista que atuou em Roma durante o período da Contrarreforma. Sua obra mais relevante foi o Bullarium, a primeira coletânea de bulas papais desde o papa Leão I até Sisto V. Além de sua contribuição jurídica, destacou-se como mecenas das artes, tendo encomendado ao pintor Caravaggio a obra Morte da Virgem para sua capela na igreja de Santa Maria della Scala em Trastevere.

## Morte
Morreu entre 1623 e 1631, deixando cinco filhos.